# Нови Сад
Нови Сад (на сръбски: Нови Сад; на словашки: Nový Sad; на унгарски: Újvidék; на немски: Neusatz) е град в Северна Сърбия, център на областта Войводина. Разположен е на река Дунав и е вторият град по големина в Сърбия, след столицата Белград.

## География
Разположен е край река Дунав в богатата равнина на Бачка. На отсрещния дунавски бряг се издига Фрушка гора, на която точно срещу града се намира Петроварадинската крепост. В района на Нови сад има лековити минерални бани – Йодно Копатило. Градът се намира на 102 km от столицата Белград и на 337 km от Ниш.

## История
За пръв път селище на мястото на днешния град се споменава през 1528 г. (малко след злополучната за Кралство Унгария битка при Мохач от 1526 г.), като малко рибарско селище с името Бистрица, което по късно става Бачко-сремски град. През XVI век селището има две имена – на славяносръбски Варадинци, и на унгарски: Васарошварат. Османските турци го владеят повече от два века. От 1748 г. е в границите на Свещената Римска империя. По това време броят на населението му нараства бързо. Съставът му е смесен – предимно състоящ се от сърби (наричани расци), унгарци и немци. Затова по това време селището има три имена: Неопланта, Нойзац (немско) и Уйвидек (унгарско). От 1848 г. градът започва да се нарича със сегашното си име. От началото на XIX век градът във връзка с базираната в съседство в Сремски Карловци Сръбска патриаршия става център на сръбската национална култура и на сръбското Възраждане, заради което с право го наричат „Сръбска Атина“. Тук през 1866 година е основана сръбската политическа организация „Омладина“.

## Култура
В 1810 г. тук е основана първата сръбска гимназия с дарение от 20 000 гулдена (направено от търговеца Сава Вукович). През 1861 г. тук се открива първият сръбски професионален театър (позорище), а през 1864 г. тук се премества от Буда сръбското книжовно дружество „Матица сръбска“, основано в 1826 г.
През 1868 г. българският възрожденец Любен Каравелов (женен за сръбкиня) живее в Нови Сад. Тук той печати в списание „Матица“ повестта си на сръбски език „Je ли крива судбина?“ („Крива ли е съдбата?“). През май същата година, заедно със сръбския книжовен деец Владимир Йованович, Каравелов е арестуван и обвинен в съучастничество в убийството на сръбския княз Михайло Обренович, следствие на което лежи 8 месеца в Петроварадинската крепост и Пещенския затвор. Мъчителните разпити и моралните терзания са повод да напише тук и повестта си „Из мртвог дома“ („От мъртвия дом“) и други произведения, които отреждат на Каравелов важно място и в сръбската литература. По това време в Нови Сад се издават книги и вестници и на български език.
След Втората световна война Нови Сад бързо израства като красив и благоустроен град. От централния площад лъчеобразно излизат улици във всички посоки. В близост до старото кметство и неоготическата католическа катедрала са трите стари православни църкви. Наблизо се намират къщата и паметника на революционер и политик от 19 век Светозар Милетич. В града има няколко музея, театри, галерии, три висши учебни заведения, радиотелевизионна станция.

## Мостове на Дунав
В района на града има три моста на река Дунав, които са разрушени през 1999 г. при въздушните бомбардировки на НАТО над Сърбия. „Мостът на свободата 23 ноември“, на километър 1256 от влива на реката в Черно море, е най-новият, и е пуснат в експлоатация през ноември 1981 г. Новосадчани казват за него, че това е направо булевард над Дунава между двата бряга. Проектиран е от академик Никола Хайдин. Дълъг е 1312 м, и има 23 пилона. Стоманената конструкция, която е доставена от Унгария, тежи 7600 тона. Най-големият отвор между пилоните е широк 351 м. В двете платна на моста има по три ленти. На десния бряг те влизат в тунел под Фрушка гора, дълъг 380 м. Шосейният и жп мост „Маршал Тито“, на км 1255, е най-ниският по Средния Дунав и затруднява корабоплаването при много високи нива на водата. Той води към Петроварадин и разрушаването му става удобен повод за повдигане на мостовата конструкция. Третият шосейно-железопътен мост „Нови Сад“, на км 1254, е построен през 1961 г.

## Икономика
Нови Сад е важен транспортен възел. По стокооборот е на второ място след Белград от речните пристанища.
Градът е един от основните промишлени центрове на Сърбия и главен икономически център на Войводина. Развито е машиностроенето (селскостопански машини, стругове, инструменти, медни прибори, речни съдове, самолети), електротехниката, фармацевтиката, химическата, хранително-вкусовата, кожарската и обувната, както и текстилната промишленост.
Индустриалните предприятия в града са над 40. Произвеждат се самолети, кораби, електроуреди, кабели, памучни и копринени платове, трикотаж, галантерия, обувки, чанти, мебели и различни изделия на хранително-вкусовата промишленост. Нови Сад е второто, след Белград, по големина сръбско дунавско пристанище.
Всяка година тук се провежда международен селскостопански мострен панаир. Организира се също така международен панаир за лов, риболов, спорт, международна регата и пр.

## Образование
От 1960 г. в града има университет, а към 2009 година висшите учебни заведения са три.

## Инциденти
На 1 ноември 2024 г. се срутва козирката на жп гара Нови Сад. Загиват 14 души, по-късно 15-и човек умира в болница, а двама души са тежко ранени. Гарата е ремонтирана през 2022 г., а след това и още веднъж, и е открита на 5 юли 2024 г. – пет месеца преди навесът ѝ да рухне върху хората. Започват протести в Нови Сад и цяла Сърбия. На 24 януари 2025 г. започва обща стачка срещу режима на Вучич.

## Известни личности
Родени в Нови Сад
- Андрея Домик, български революционер от ВМОРО, четник на Петър Радев – Пашата[5]
- Теа Таирович (р. 1996), певица
- Игор Богданович (р. 1974), футболист
- Дара Бубамара (р. 1976), певица
- Джуро Даничич (1825 – 1882), езиковед
- Златомир Загорчич (р. 1971), футболист
- Небойша Йеленкович (р. 1978), футболист
- Слободан Йованович (1869 – 1958), политик
- Славиша Йоканович (р. 1968), футболист
- Гойко Качар (р. 1987), футболист
- Йозеф Лапид (1931 – 2008), израелски политик
- Миодраг Пантелич (р. 1973), футболист
- Светислав Пешич (р. 1949), баскетболист
- Марко Подрашчанин (р. 1987), волейболист
- Моника Селеш (р. 1973), американска тенисистка
- Станое Станоевич (1874 – 1937), историк

Починали в Нови Сад
- Мирослав Антич (1932 – 1986), поет
- Неджати Зекирия (1928 – 1988), македонски писател
- Захарие Орфелин (1726 – 1785), писател